# Pukánszky Béla (lelkész)
Pukánszky Béla (Orosháza, 1859. március 30. – Pozsony, 1899. október 30.) evangélikus lelkész, teológiai tanár.

## Pályája
Először Orosházán járt iskolába. A gimnáziumot 1878-ban Szarvason végezte, főiskolai hallgató pedig Budapesten, Pozsonyban, Göttingenben és Berlinben volt. 1884-ben a pozsonyi Evangélikus Teológiai Akadémián az ószövetségi tudományok tanára lett. Pozsonyi hittanhallgató korában szerkesztője volt a Gondolat című folyóiratnak. Részt vett az Ószövetség magyar fordításában.
Együtt tanított többek között Schneller Istvánnal, Masznyik Endrével. Fiatalon, negyvenéves korában halt meg.
Cikkei a pozsonyi Teológiai Akadémia Évkönyvében (1887. A pentateuch alkatrészeinek jellemzéséhez); a Keresztény Magvetőben (1893. Ezékiel, 1896. Gyülekezeti és egyéni vonatkozások a zsoltárokban); a Prot. Szemlében (1893. A profetismus lényege és jelentősége); az Ev. Egyházi és Iskolai Lapban (1897. A monotheismus izraelitáknál és görögöknél); a Prot. Estékben (1899. A monotheismus a görögöknél és izraelitáknál).

## Munkái
- Héber olvasókönyv. Akadémiai és magánhasználatra. Pozsony, 1888. (Theologiai Szakkönyvtár).
- Az ószövetségi exegesis feladatáról. Pozsony, 1892.
- Héber nyelvtan. Pozsony, 1895. (Theologiai Szakkönyvtár).
- Róma ellen. Traub T. után németből ford. Pozsony, 1898. (Bethania-Füzetek 1.).
- Az anyag, a bűn és a halál eredete az ó-testamentum szerint. Orosháza, 1898. (Különnyomat az Evang. Egyház és Iskolából).